# Condado de Genesee (Míchigan)
El condado de Genesee (en inglés: Genesee County, Míchigan), fundado en 1835, es uno de los 83 condados del estado estadounidense de Míchigan. En el año 2000 tenía una población de 424.043 habitantes con una densidad poblacional de 75 personas por km². La sede del condado es Flint.

## Geografía
Según la Oficina del Censo, el condado tiene un área total de 1681 km² (649 mi²), de la cual 1658 km² (640,2 mi²) es tierra y 26 km² (10,0 mi²) es agua.

## Demografía
En el 2000 la renta per cápita promedia del condado era de $41,951, y el ingreso promedio para una familia era de $50,090. El ingreso per cápita para el condado era de $20,883. En 2000 los hombres tenían un ingreso per cápita de $44,255 frente a los $27,418 que percibían las mujeres. Alrededor del 13.10% de la población estaba bajo el umbral de pobreza nacional.

## Lugares

### Ciudades
- Burton
- Clio
- Davison
- Fenton
- Flint
- Flushing
- Grand Blanc
- Linden
- Montrose
- Mount Morris
- Swartz Creek

### Villas
- Gaines
- Goodrich
- Lennon (parcial)
- Otisville
- Otter Lake (parcial)

### Lugar designado por el censo
- Argentine
- Beecher
- Lake Fenton

### Comunidades no incorporadas
- Atlas
- Rankin
- Whigville
- Duffield

### Municipios
| - Municipio de Clayton - Municipio de Fenton - Municipio de Flint - Municipio de Flushing - Municipio de Genesee - Municipio de Grand Blanc | - Municipio de Montrose - Municipio de Mount Morris - Municipio de Mundy - Municipio de Vienna - Municipio de Argentine - Municipio de Atlas | - Municipio de Davison - Municipio de Gaines - Municipio de Richfield - Municipio de Thetford - Municipio de Forest |

### Principales carreteras
- I-69
- I-75
- I-475
- US-23
- M-13
- M-15
- M-21
- M-54
- M-57